# الحلقة المفرغة للتضخم

## الحلقة المفرغة للتضخم
وَهيَ عِبَارةٌ عَن حلقة مفرغة أَو دَائِرَةٌ مُتَّصِلَةُ الحَلَقَاتِ يَتَعَذَّرُ الخَلَاصُ مِنهَا وَتَسِيرُ بَالنُقُودِ الوَرَقِيَّةِ مِن تَدَهوُرٍ إِلَى تَدَهوُرٍ آخرَ وتُسمّى أيضًا الدائِرَةُ الجَهنمِيَّةُ.

## أسباب حدوث الحلقة المفرغة للتضخم
وتحدث عندما تهبط قيمة النقود الورقية وترتفع الاثمان فأن هذا الارتفاع يؤدي إلى بدوره إلى زيادة النفقات العامة، أي زيادة مصروفات الدولة. ولما كانت الإيرادات لاتزيد بنسبة زيادة المصروفات فان العجز لايلبث أن يظهر في الميزانية العامة فتضطر الدولة، إذا كانت لاتستطيع زيادة الضرائب أو الحصول على قرض، أن تصدر أوراقا نقدية الزامية أو تطلب من البنك المركزي إصدار هذه الاوراق فترتفع الأسعار من جديد ويؤدي ارتفاع الأسعار إلى إلى زيادة المصروفات وزيادة المصروفات تؤدي إلى زيادة الإصدار، وتسير هذه السلسلة من عجز في الميزانية إلى إصدار، ثم إلى عجز من جديد فإصدار آخر وهكذا.